# جبال البلقان
جبال البلقان (تسمى كذلك الستارا بلانينا أي الجبال القديمة) هي سلسلة من الجبال تعد امتدادا لجبال الكارابات ويفصل بينهما نهر الدانوب. تمتد السلسلة لمسافة 560 كم من أواسط بلغاريا حتى شرقي صربيا. يتم أحيانا إدخال سلسلتي جبال ريلا وجبال بيرين ضمن سلسلة جبال البلقان.
أعلى قمم جبال البلقان هي موسالا في جبال ريلا قرب العاصمة البلغارية صوفيا بارتفاع يقدر بحوالي 2,925 م تتبعها قمة جبل أوليمبس في اليونان (2,919 م).